# وزارة الصحة (تايلاند)
وزارة الصحة العامة (بالتايلندية: กระทรวงสาธารณสุข)‏ هي وزارة في حكومية تايلاندية مسؤولة عن الإشراف على الصحة العامة في تايلاند.

## أنظر أيضا
- الصحة في تايلاند
- القسم الطبي بالجيش الملكي التايلاندي

## وصلات خارجية
- مؤسسة تعزيز الصحة التايلاندية
- مركز تايلاند الطبي